# I Can Speak
為2017年上映的韓國劇情片，由《戀愛操作團》《如此美好》的導演金賢錫執導，羅文姬與李帝勳主演。影片以歡喜冤家之間及慰安婦生存者的故事為主軸，改编自真实人物李容洙为慰安妇在美国抗争的故事。

## 演員陣容

### 主要人物
| 演員   | 角色            | 介紹 |
| 羅文姬 | 羅玉芬 Jennifer | 熱血的大媽，天天投訴社區中的不合規定的人、事、物，被稱為「鬼怪婆婆」。身為戰後倖存的慰安妇，最终出席关于慰安婦指證當年日軍暴行的听证会。 |
| 李帝勳 | 朴民載          | 韓國九級公務員，負責處理民眾投訴事物。                                                                                                   |

### 其他人物
| 演員   | 角色                | 介紹                                       |
| 朴哲民 | 楊組長              | 區政府組長。                               |
| 廉惠蘭 | 珍珠家大嬸          | 珍珠商店老闆。                             |
| 李尚熙 | 惠靜                | 肉店老闆。                                 |
| 李智勳 | 鍾炫                | 區政府公務員主任。                         |
| 鄭妍周 | 孫雅英              | 區政府八級公務員主任。                     |
| 金素辰 | 琴珠                | 替慰安婦發聲的人權組織人員。               |
| 金鎰雄 | 小混混              | 藝林建設公司對外事務處理部員工。           |
| 成宥彬 | 朴英載              | 朴民載的弟弟，高三生。                     |
| 崔秀仁 | 羅玉芬 （少女時期） | 十三歲時被日本軍抓去當慰安婦。             |
| 李在仁 | 文正心 （少女時期） | 曾當慰安婦，在玉芬尋死時救了她，互相扶持。 |
| 李東熙 |                     | 藝林建設公司代表，想強行重建社區。         |
| 趙莞基 |                     | YBM咨詢師。                                |
| 金子英 |                     | 商家繁榮會幹部。                           |
| 李東勇 |                     | 鳳園市場刀削麵店老闆。                     |
| 鄭元昌 |                     | 英語學院學生。                             |
| 孫敬元 |                     | 設備技師。                                 |
| 宋景義 |                     | 其他部門人員。                             |
| 孫成燦 |                     | 面試官。                                   |
| 金蘭姬 |                     | 面試官。                                   |
| 薛昌熙 |                     | 辯論面試者。                               |
| 禹智賢 |                     | 公益要員。                                 |
| 秋延珪 |                     | 區廳職員。                                 |
| 李正賢 |                     | 1987年軍訓服學生。                         |

### 友情演出
| 演員   | 角色   | 介紹     |
| 李對淵 | 金宇彬 | 區廳長。 |

### 特別演出
| 演員 | 角色   | 介紹                                   |
| 孫淑 | 文正心 | 曾被迫當慰安婦，懂英語，積極四處作證。 |

## 製作
影片制作幕後其實一波多折，2014年CJ文化財團舉辦的慰安婦題材故事徵集活動中，《I Can Speak》原作脫穎而出，製作組首選羅文姬主演，後因韓日協議帶來的政治壓力，加上多位演員顧及韓流在日本地位受影響而辭演，造成制作延遲。2016年金賢錫導演加入，潤色劇本，繼續選角工作。2017年李帝勳加入後得以正式拍攝。
此片於2017年3月29日開機，6月26日殺青。

## 發行
2017年9月21日在南韓上映，上映12日突破損益點180萬人次，上映一個月累計觀影人數達320萬。女主角羅文姬憑藉此片獲得韓國最具指標電影節大滿貫影后（韓國大鐘獎、韓國青龍獎、百想藝術大賞）。

## 獲獎紀錄
2017年：第38屆青龍電影獎
- 最佳導演（金賢錫）
- 最佳女主角、人氣明星獎（羅文姬）
2017年：第37屆韩国电影评论家协会奖
- 十大最佳電影獎
- 最佳女主角（羅文姬）
2017年：第4屆韓國電影製作人協會獎
- 最佳女主角（羅文姬）
- 最佳劇本（柳承姬）
2017年：第17屆韓國導演選擇獎
- 年度女演員（羅文姬）
- 年度特別提及
2017年：第12屆大韓民國大學電影節
- 年度導演（金賢錫）
2018年：第9屆年度電影獎
- 最佳女主角（羅文姬）
2018年：第54屆百想藝術大賞
- 電影部門 女子最優秀演技獎（羅文姬）
2018年：第55屆大鐘獎
- 最佳女主角（羅文姬）
2018年：第38屆韓國黃金攝影獎
- 攝影導演票選的人氣獎（李帝勳）
2018年：第8屆KOFA關注的韓國電影
- 入選作
2018年：第17屆紐約亞洲電影節
- 觀眾獎

## 外部連結
- NAVER上《I Can Speak》的資料
- Daum上《I Can Speak》的資料

- 韩国电影数据库（KMDb）上《I Can Speak》的資料
- 互联网电影数据库（IMDb）上《I Can Speak》的资料（英文）
- Yahoo奇摩電影上《I Can Speak》的資料（繁體中文）
- 豆瓣电影上《I Can Speak》的資料 （简体中文）
- 開眼電影網上《I Can Speak》的資料（繁體中文）
- Box Office Mojo上《I Can Speak》的資料（英文）